# Michaił Pierwuchin
Michaił Gieorgijewicz Pierwuchin (ros. Михаи́л Гео́ргиевич Перву́хин; ur. 1 października?/14 października 1904 w miejscowości Juriuzań w guberni ufijskiej, zm. 22 lipca 1978 w Moskwie) – sowiecki polityk, wicepremier (1955-1957), Bohater Pracy Socjalistycznej (1949).

## Życiorys
Pochodził z rodziny robotniczej, w 1919 wstąpił do partii komunistycznej. VIII-IX 1919 był członkiem komisji ds. nacjonalizacji mienia burżuazji w Złatouście. X 1919-II 1920 pracował w redakcji gazety „Wojna” w Złatouście. Uczestnik wojny domowej w Rosji po stronie bolszewików w rejonie południowego Uralu. W 1921 był sekretarzem wykonawczym redakcji „Myśli Proletariackiej” i członkiem Prezydium Rejonowego Komitetu Komsomołu w Złatouście, a od IV 1922 szefem Wydziału Kształcenia Politycznego tego komitetu. Później był zastępcą sekretarza rejonowego komitetu Komsomołu i sekretarzem technicznym. 1922-1929 studiował na Wydziale Elektrycznym Moskiewskiego Instytutu Gospodarki Narodowej, po ukończeniu studiów pracował w przedsiębiorstwie energetycznym Mosenergo, w 1937 jako główny inżynier. Od 1938 zastępca ludowego komisarza przemysłu ciężkiego Kaganowicza. 1940-1942 zastępca przewodniczącego Rady Komisarzy Ludowych ZSRR (odpowiednik stanowiska wicepremiera) Wiaczesława Mołotowa, następnie Józefa Stalina, a od 26 lutego 1942 do 17 stycznia 1950 ludowy komisarz/minister przemysłu chemicznego ZSRR. Zastępca szefa Komitetu Obrony Kraju W. Mołotowa. W 1943 został wybrany przez J. Stalina jednym z 9 członków komisji odpowiedzialnej za tworzenie pierwszej w ZSRR bomby atomowej. Na XIX Zjeździe KPZR w październiku 1952 został wybrany członkiem Biura Politycznego KC KPZR. 7 listopada 1952 w 35 rocznicę rewolucji październikowej wygłosił główne przemówienie na Kremlu. Od 5 marca 1953 do 17 kwietnia 1954 był ministrem energetyki i przemysłu chemicznego, a od 28 lutego 1955 do 5 lipca 1957 wicepremierem. Od 25 grudnia 1956 do 10 maja 1957 przewodniczący Państwowej Komisji Planowania Gospodarczego ZSRR. Sprzeciwiał się planom reform gospodarczych Chruszczowa dotyczącym zmniejszenia uprawnień centralnych ministerstw, proponując zamiast tego zmniejszyć liczbę ministerstw i powołać terytorialne komisje współpracy horyzontalnej. W czerwcu 1957 przyłączył się do „Grupy Antypartyjnej” usiłującej odsunąć Chruszczowa od władzy. Po upadku tego planu został zdymisjonowany. 1958-1962 był ambasadorem ZSRR w NRD.

## Odznaczenia
- Medal Sierp i Młot (1949)
- Order Lenina (pięciokrotnie)
- Order Rewolucji Październikowej
- Order Czerwonego Sztandaru Pracy